# Pęczniew
Pęczniew  (deutsch Peczniew, 1943–1945 Quillern) ist ein Dorf und Sitz der gleichnamigen Gemeinde im Powiat Poddębicki der Woiwodschaft Łódź, Polen.

## Gemeinde
Zur Landgemeinde Pęczniew gehören zwanzig Ortschaften mit einem Schulzenamt.